# Homens que fazem sexo com homens

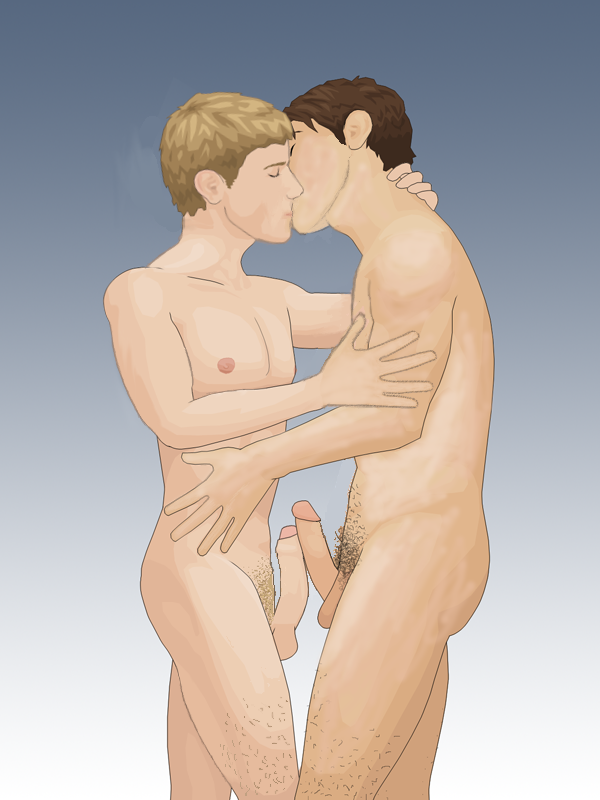
Dois homens esfregam seus pênis, em uma atividade sexual chamada frot.

Homens que fazem sexo com homens, homens que têm sexo com homens ou homens que realizam sexo com homens (HSH; do inglês: men who have sex with men, MSM) são expressões de cariz predominantemente médica, criadas na década de 1990 por epidemiologistas, com o objectivo de estudar a propagação de infecções sexualmente transmissíveis, delimitando um grupo demográfico de estudo consubstanciado nos indivíduos do sexo masculino que, frequente ou esporadicamente, têm actividade sexual com indivíduos do mesmo sexo.
As expressões contém a ideia segundo a qual há homens, independentemente da forma como se identificam a si mesmos, que optam por não aceitar (ou não podem fazê-lo, por estarem psíquica ou socialmente constrangidos a um ambiente culturalmente conservador) identidades sociais de homossexuais ou bissexuais. Não é incomum homens que socialmente se identificam como heterossexuais terem episodicamente contactos sexuais com outros homens, sem que os próprios se considerem homo ou bissexuais.
O termo foi criado na década de 1990 por epidemiologistas, com o objectivo de estudar a propagação de doenças sexualmente transmissíveis (ou infecções sexualmente transmissíveis) entre os homens que fazem sexo com homens, independentemente da identidade sexual.
No Brasil, o termo também passou a ser usado pelo Ministério da Saúde em campanhas de prevenção à SIDA e demais doenças sexualmente transmissíveis.